# Marcelino Hernández Rodríguez
Marcelino Hernández Rodríguez, né le 28 mai 1946 à San Luis Potosí, est un ecclésiastique mexicain. Il est évêque auxiliaire de Mexico, évêque d'Orizaba, puis évêque du diocèse de Colima. Il prend possession de son diocèse le 10 janvier 2014,. 

## Biographie
Il naît à San Luis Potosí en 1946. Il est membre d'une famille pieuse. Ils sont quatre frères dont un (Tarcicio) deviendra prêtre. Il passe sa jeunesse à Guadalajara à partir de 1948. Il poursuit ses études primaires dans différentes écoles: au collège paroissial de San Martín de Tours, au Colegio de Infantes de la cathédrale de Guadalajara, et au collège paroissial de San Vicente de Paul et enfin au collège Juan Ma. Salvatierra. Il poursuit ses études secondaires à partir de novembre 1958 au séminaire de Guadalajara, ensuite il étudie la philosophie et la théologie au séminaire diocésain de Guadalajara.
Il est ordonné prêtre le 22 avril 1973 à la cathédrale de Guadalajara par S.E. le cardinal Salazar López. Il est aussi licencié en psychologie de l'Instituto tecnológico y de estudios superiores de Occidente de Guadalajara (dépendant de l'université jésuite de Guadalajara). 
Il est nommé vicaire de la paroisse de l'Immaculée-Conception de Guadalajara et s'engage dans la pastorale de la jeunesse du diocèse de 1973 à 1988. Quelques mois plus tard, il est vicaire de la paroisse Saint-Raphaël (jusqu'en 1978), puis de la paroisse Saint-Bernard (jusqu'en 1988). Il est secrétaire du collège des assesseurs (1981-1987) et secrétaire de l'équipe régionale de l'apostolat des laïcs (1982-1987). En 1988, il est nommé curé de la paroisse Saint-Alphonse-Marie-de-Ligori où il demeure dix ans. Il est coordonnateur de la promotion humaine sacerdotale de 1989 à 1991.
Parallèlement Marcelino Hernández Rodriguez travaille au programme Génesis pour les prêtres de la maison Albertone à partir de sa fondation en 1989. Il en est le directeur à partir de 1993. Il est professeur titulaire dans la matière de psychologie au séminaire majeur de Guadalajara (1994-1998).
Le pape Jean-Paul II le nomme le 5 janvier 1998 évêque titulaire (in partibus) d'Ancusa (de) et évêque auxiliaire de Mexico. Sa consécration a lieu le 5 février 1998 par le cardinal Rivera Carrera. Les co-consécrateurs sont le cardinal Sandoval Íñiguez (archevêque de Guadalajara) et Javier Navarro Rodriguez, évêque de San Juan de los Lagos. Il est nommé vicaire épiscopal de différentes zones pastorales de l'archidiocèse, est membre de la commission épiscopale du clergé de 1998 à 2000 et de 2003 à 2006, membre du conseil supérieur de l'université pontificale de Mexico de 2003 à 2006.
Marcelino Hernández Rodriguez assume la présidence de la commission de solidarité intra-ecclésiale entre 2012 et 2015.    
En 2008, il est nommé évêque d'Orizaba. Il prend possession de son diocèse le 22 avril 2008. Il y demeure jusqu'en 2013, lorsqu'il est nommé par le pape François évêque de Colima, devenant le onzième évêque de ce diocèse.